# Јозеф Карл Рихтер
Јозеф Карл Рихтер (16. март 1880. у Подборжанима – 22. септембар 1933. у Бечу) био је бохемски композитор и вођа војног оркестра.
Рихтер је био син судског службеника. Студирао је музику и дипломирао 1898. године. Исте године ступа у војни оркестар пешадијског пука број 74 и ту остаје до 1901. године. Током Првог светског рата служио је као санитетски болничар у аустроугарској војсци, а 1916. је унапређен у чин мајора. Од 1918. до 1920. био је диригент „Фолксвер батаљона бр. 6“ у Бечу. Од 1920. до 1924. био је диригент „Бригаде-Музик” у Бечу. Године 1924. постављен је за капетана 4. пешадијског пука. На овој функцији остао је до 1932. године. Био је близак пријатељ Франца Лехара и адаптирао је многа његова дела за концертни оркестар.

## Дела
Рихтер је компоновао углавном маршеве, плесну и лаку музику за концертни оркестар.
- Марш повратка кући
- Јуначка посмртна песма, у пет ставова за баритон и концертни оркестар
- Марш младих Дојчмастера
- Реквијем, за мушки хор и концертни састав
- Романса број. 2, за концертни бенд
- Романса број 3, за концертни бенд
- Марш распеване браће
- Смедеревски марш
- Марш оданих другова
- Спремни за марш